# Shchuka (lớp tàu ngầm)
Tàu ngầm lớp Shchuka (tiếng Nga:Щука) cũng được biết đến như tàu ngầm lớp Shch hay tàu ngầm lớp SC là lớp tàu ngầm hạng trung của Liên Xô được đóng với số lượng lớn để phục vụ chiến đấu trong chiến tranh thế giới thứ hai.

## Phát triển
Vào ngày 30 tháng 1 năm 1930 hội đồng quân sự cách mạng USSR đã chấp nhận đề xuất về tàu ngầm là "Thực hiện các nhiệm vụ ở các mặt gần". Với kế hoạch đóng trên 200 chiếc tàu ngầm theo ba dòng khác nhau, dòng sau phải lớn hơn và có tầm hoạt động xa hơn dòng trước. Tuy nhiên với việc thế chiến thứ hai bùng nổ chỉ có 88 chiếc là được hoàn thành. Shchuka vẫn chỉ là lớp tàu ngầm được đóng nhiều thứ hai của hải quân Xô Viết (loại được đóng nhiều nhất là tàu ngầm lớp Malyutka với 111 chiếc). Bảy chiếc vẫn được đóng khi chiến tranh nổ ra là Số 189, 190, 194 tại Leningrad, Số 112 tại Gorky, Số 200 tại Nikolaev và Số 202 tại Vladivostok.
Tên của lớp này được lấy theo tên của chiếc đầu tiên trong lớp được đóng là Shch-301 "Shchuka". Các số hiệu của tàu sẽ được đặc tùy thuộc vào chiến trường mà chúng sẽ phục vụ như: trong khoảng Số 100 sẽ phục vụ trong hạm đội Thái Bình Dương, khoảng Số 200 sẽ phục vụ trong hạm đội Địa Trung Hải, khoảng số 300 sẽ phục vụ trong hạm đội biển Baltic, và khoảng số 400 sẽ phục vụ trong hạm đội Đại Tây Dương. Tuy nhiên cũng có những trường hợp ngoại lệ như chiếc Shch-424 phục vụ trong hạm đội biển Bắc đã đổi tên thành Shch-321 khi được chuyển xuống phục vụ cho hạm đội biển Baltic (và sau đó đổi trở lại tên cũ sau khi trở về). Trên các tháp kính tiềm vọng có các ký hiệu bằng đồng thau là Щ-XXX (với XXX là số tàu).

## Hoạt động
Tàu ngầm lớp Shchuka đã bị tổn thất lớn trong chiến tranh. Các hạm đội tại biển Baltic, biển Đen và biển Bắc đã mất 60-70% số lượng tàu ngầm của mình. Tuy nhiên hạm đội Thái Bình Dương lại không hề chịu một tổn thất nào do điều kiện tự nhiên của mặt trận này là Nhật Bản đang tiến hành hòa hoãn với Nga để chống lại hạm đội quân Đồng Minh (các trận chiến chỉ diễn ra năm 1945 khi mà hầu hết hạm đội của Nhật đã bị thiệt hại). Tuy nhiên có 3 chiếc Shchuka bị mất do các nguyên nhân khác nhau (không phải trong chiến đấu).
Có 35 chiếc Shchuka đã bị chìm đa số là trên các mặt trận lớn của cuộc Thế chiến thứ hai.
Chiếc Shchuka cuối cùng còn sót đã được cho ra khỏi biên chế vào những năm 1950 và bị tháo rời trong những năm đó. Tuy nhiên hai chiếc Shchuka cùng hai chiếc tàu ngầm lớp Malyutka (S-121 và S-123) đã được trao cho hải quân Quân giải phóng Nhân dân Trung Quốc vào tháng 6 năm 1954. Đây là nền tảng hạm đội tàu ngầm của hải quân Quân giải phóng Nhân dân Trung Quốc tuy nhiên hai chiếc Shchuka không hẳn là trao cho Trung Quốc mà là cho mượn để huấn luyện thủy thủ và nghiên cứu về công nghệ chúng vẫn là tài sản của hải quân Xô Viết cũng như không có tên Trung Quốc như hai chiếc tàu ngầm lớp Malyutka đã hoàn toàn bàn giao cho phía Trung Quốc.